# 개인주의

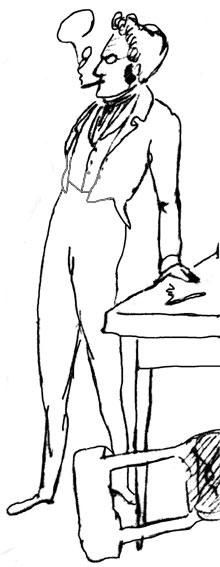
에고이스트 철학자 막스 슈티르너는 원생존주의 철학자로 불리며 동시에 개인주의적 아나키즘의 중심 이론가이다.

개인주의(個人主義, Individualism)는 개인의 도덕적 가치를 중시하는 도덕적 입장, 이데올로기, 정치철학, 사회적 시각 등을 의미한다. 개인주의자는 자신의 목표와 욕망을 행사하는 것을 촉진하며, 따라서 개인의 독립과 자립에 가치를 두고 개인의 이익이 국가나 사회집단 보다 우선시 되어야 한다고 주장한다. 그들은 사회나 정부의 기관같은 외부 요소들이 개인의 행동에 영향력을 행사하는 것에 반대한다. 개인주의는 전체주의, 집단주의, 권위주의, 공동체주의, 국가주의, 세계주의 등에 배치되는 것으로 이해되기도 하나 사회,공동체와 조화된 개인주의도 성립가능하다.
개인주의는 개인을 중요시하기 때문에 그 방점을 찍기 때문에 다음과 같은 주장과 함께 시작된다 “인간 개인은 해방을 위한 투쟁에서 가장 중요하다는 근본 전제를 가지고 있다". 고전적 자유주의, 실존주의 그리고 아나키즘은 인간 개인을 분석의 중심 단위로 삼는 운동의 예시다. 따라서 개인주의는 “자유와 자기 실현에 대한 개인의 권리”와 연관된다.

## 역사
르네상스 이후 문명의 발전  더불어 개인주의가 주요한 흐름이 되었다. 종교 면에서는 중세적인 교회 중심적 체제에 반대하여 각 개인의 신앙의 내면화를 주장하고, 가톨릭의 보편주의에 대항해 개인주의적인 반역을 꾀한 프로테스탄티즘으로서 나타났다. 마르틴 루터는 칭의교리 곧 하느님이 인간의 믿음을 의롭게 여기신다는 칭의교리를 주장했는데, 그의 신학은 개인의 양심과 사상을 존중하는 인권사상으로 자랐다. 폭력에 반대하는 양심에 따라 전쟁을 거부하는 양심적 병역거부를 대체복무제로써 존중하거나, 멕시코 전쟁에 반대하여 양심적 조세거부를 한 데이비드 소로우의 양심이 그것이다. 개인의 양심과 사상을 존중하는 개인주의의 등장으로 인간의 존엄과 의의가 명백하게 되었다. 그러나 개인과 사회의 상호관계를 어떻게 규정해야 하는가의 문제를 두고 제 학설이 분분하다. 다양한 개인적인 가치나 행동을 인정하는 것이 민주적이고 성숙한 사회를 담보한다는 주장과, 사회와 공동체의 이익에 배치될 수 있다는 주장이 혼재한다.

## 어원
영어에서 “개인주의”라는 용어는 1830년대 사회주의자인 오언의 사상을 존중하는 오언주의자들에 의해서 경멸적 용어로서 사용되기 시작했다. 다만 이것이 그들이 독립적으로 생각해 낸것인지 생시몽주의자들에게서 영향을 받은 것인지는 불분명하다. 좀더 긍정적인 의미에서의 사용은 제임스 엘리샤마 스미스(James Elishama Smith ) 저작에서 등장한다. 그는 초기 오언주의자였지만, 결국에는 소유의 집단적 개념을 거부했고 개인주의에서 “독창적인 특질”을 발전하게 하는 보편주의를 발견했다. 그는 개인주의 없이는 개인이 재산을 모음으로써 행복을 키울 수 없다고 주장했다. 윌리엄 맥칼(William Maccall)은 유니테리언주의자이자 스미스의 지인이었는데 1847년 그의 저작 "Elements of Individualism"에서 유사한 주장을 한다.

## 개인
개인은 사람이거나 집합체 안에서의 특정한 객체다. 15세기 이전, 그리고 오늘날의 통계와 형이상학 분야에서 개인은 “나누어질 수 없는 것”을 의미한다. 전형적으로 수치상 단일한 것을 말하지만, 때로는 사람을 의미한다. 17세기부터 개인은 개인주의에서처럼 분리됨을 의미하게 된다. 개성은 다른 사람들과 분리되어 있고 자신의 필요, 목표 및 욕구를 소유하고 있는 사람 개개인의 상태 또는 질을 의미한다.

### 개인주의와 사회
개인주의는 사회 구성원이 사회 구조의 이익을 추정하지 않고 개인적으로 자신의 이익이 무엇인지 배우고 발견하려고 시도한다고 주장한다. 개인주의자들은 특정한 하나의 철학에 따르지 않으며 다양한 요소를 혼합하고, 특정 측면에서 그/녀의 개인적인 관심사를 기반으로 하는 입장을 취한다. 사회적 단계에서 개인주의자는 개인적으로 구축한 정치, 도덕의 영역에 참여한다. 독립적인 사고와 의견은 개인주의자의 공통된 특징이다. 장 자크 루소는 그의 사회계약 안에서의 일반 의지의 개념은 단지 개인 의지의 합이 아니라 개인의 이익을 증진시킨다고 주장했다. 사회와 집단은 그들이 행위에 있어서 타자 고려(집단지향)의 행위 보단 자기 고려(개인주의적)의 정도의 면에서 다를 수 있다. 루스 베니딕트는 이런 맥락에서 내적 참조 기준을 가진 죄책감 사회(중세 유럽)와 외적 참조 기준을 가진 수치 사회(일본)를 구분한다. 후자의 경우에 사람들이 행위가 “수용가능한지”의 여부의 반응을 동료들과 비교한다.(집단사고)

### 개성화의 원칙
개성화 원칙 또는 Principium Individuationis는 어떤 것이 다른것들과 구별되는 방식을 설명한다. 칼 융에게 있어서 개성화는 개인적, 집단적 무의식이 의식에 이르게 되어 온전한 성격과 동화되는 변형의 과정이다. 이것은 정신의 통합을 위해 필요한 완전히 자연스러운 과정이다. 융은 개성화가 인간 개발의 핵심 과정이라고 간주했다. 질베르 시몽동은 L'individuation Psychique et Collective에서 개별 주체는 원인이 아닌 개성화의 효과로 간주된다는 개인과 집단적 개성화에 대란 이론을 개발했다.
그러므로 개별 원자는 개성화의 끝없는 존재론적 과정으로 대체된다. 개성화는 언제나 불완전한 과정이며 언제나 “전(前)개별”이며 잔재다. 이것은 미래의 개성화를 가능하게 하는 그 자체다. 베르나르 스티글러는 질베르 시몽동의 작업을 니체와 프로이트의 비슷한 아이디어의 형태로 수정했다. “ 정신적 개인인 나는 집단적 개인인 우리와의 관계에서만 생각할 수 있다. 나는 집단적 전통의 채택으로 구성되며, 이를 상속받은 복수의 나는 서로의 존재를 인정한다.”

### 방법론적 개인주의
방법론적 개인주의란 현상은 오직 개별 행위자의 동기와 행동에서 그것이 어떻게 발생했는지 검토함으로써만 이해될 수 있다는 관점이다. 경제학에서 사람들의 행위는 가격과 소득에 의해 제약을 받는 합리적인 선택의 관점으로 설명된다.

## 정치적 개인주의
개인주의자들은 사회기관(국가, 종교적 도덕성 등)의 강제력에 맞서 개인의 자율권을 보호하는 것을 중시한다. L. 수잔 브라운( L. Susan Brown)은 다음과 같이 주장한다. “자유주의(Liberalism)와 아나키즘은 개인의 자유를 강조하는 정치 철학이지만, 매우 다른 방식으로 서로 구별된다. 아나키즘은 자유주의의 개인의 자유에 대한 급진적 헌신을 공유하지만 자유주의의 경쟁적 소유 관계는 거부한다.”
시민 자유지상주의는 시민의 자유를 강조하거나 모든 종류의 권위(국가, 기업, 동조압력에 의한 사회규범)에 맞서 개인의 자유와 권리를 옹호하는 정치 경향을 의미한다. 시민 자유지상주의는 온전한 이데올로기라기 보단, 시민의 자유와 권리에 관한 의견의 집합이다. 이런 특징 때문에 시민 자유지상주의의 견해는 여러 정치철학과 호환되며 현대 정치의 좌우익에서 모두 나타날 수 있다. 엘렌 메이신스 우드(Ellen Meiksins Wood)는 다음과 같이 언급한다. “로크식 개인주의에 반대하는 개인주의의 교리가 있으며… 비로크적 개인주의는 사회주의를 포괄할 수 있을 것이다.”

### 자유주의
자유주의(Liberalism)는 개인의 자유에 대한 신조를 강조한다. 이런 믿음은 특히 계몽시대 이후 많은 서구 철학자들에 의해 중요한 가치로 인식 되었다. 이것은 서아시아와 중앙아시아의 이슬람 문화권이나 동아시아의 집단주의에 의해 자주 거부당한다. 이런 관념은 로마 황제 마르쿠스 아우렐리우스에 의해 찬미 되었다. “동등한 권리와 평등한 표현의 자유 그리고 통치 하의 모든 이들의 자유를 존중하는 이상적인 통치에 대한 아이디어”.
여기서 말하는 자유주의란 현대 미국의 자유주의와 혼동되어서는 안되며, 분명하게 고전적 자유주의로 인식 되어야한다.
자유주의는 계몽시대에 뿌리를 두고 있으며 왕권신수설, 세습 지위, 국교 등의 기존 통치 이론의 근본 가정들을 부정했다. 존 로크는 종종 고전적 자유주의 철학의 기초를 정립한 인물로 간주된다. 그는 다음과 같이 언급한다. “누구도 타인의 생명, 건강, 자유, 재산에 해를 입혀서는 안된다.”
17세기에 자유주의에 대한 아이디어는 네덜란드, 영국, 스위스, 독일 등지의 유럽 국가들의 통치체제에 영향력을 주기 시작했지만, 군주제와 종교의 권위를 중시하는 이들에 의해 강하게 반대 받았다. 18세기 아메리카에서 군주제와 상속 귀족제의 영향력이 없는 최초의 근대 자유주의 국가가 설립되었다. 미국 독립 선언문에는 다음과 같은 문장(로크에 영향을 받은듯 한)이 등장한다.”모든 사람은 평등하다. 그들은 창조주로부터 양도할 수 없는 권리를 부여 받았다. 이것엔 생명, 자유 행복의 추구가 포함된다. 이 권리를 보장하기 위해 사람들 사이에 정부가 설립되고, 피치자(被治者)의 동의로부터 정당한 권한을 이끌어낸다.”
자유주의는 여러 형태로 나타난다. 존 그레이 (John N. Gray)에 따르면 자유주의의 본질은 좋은 삶을 구성하는 다양한 생각과 믿음에 대한 관용이다.

### 아나키즘
아나키즘은 국가는 해롭고 바람직하지 않으며 불필요하다는 신조아래 국가의 해체를 주장하는 정치 철학이다. 반국가주의가 중심적인 사안이지만 이것은 권위와 인간 관계에서의 계층적 조직 역시 반대한다.
영향력있는 이탈리아의 아나키스트인 에리코 말라테스타는 다음과 같이 언급한 적이 있다. “모든 아나키스트들은 그들이 어떤 경향에 속해있든지 간에 일종의 개인주의자들이다. 그러나 그 반대의 경우는 결코 사실일 수 없다. 그러므로 개인주의자들은 두개의 개별적 범주로 구별된다. 하나는 그 자신과 타인을 포함한 모든 이들이 완전히 인간 자신의 개성을 개발할 권리가 있다고 주장하는 이들이다. 또 다른 부류는 자신의 개성만을 생각하며 타인의 개성을 희생시키길 주저하지 않는 이들이다. 차르는 후자의 개인주의자의 유형에 속하지만, 우린 전자에 속한다."

#### 개인주의적 아나키즘
개인주의적 아나키즘은 아나키스트 운동에서 집단, 사회, 전통 그리고 이데올로기 체계와 같은 외부적 결정에 맞서 개인과 그의 의지를 강조하는 여러 아나키즘의 경향을 의미한다. 개인주의적 아나키즘은 단일한 철학이 아니며 때로는 충돌하기도 하는 개인주의 철학의 집합이다.
1793년 종종 최초의 아나키스트라 언급되는 윌리엄 고드윈은 그의 저서 “정치적 정의”에서 아나키즘의 최초의 표현이라고 간주되는 주장을 했다. 고드윈은 철학적 아나키스트로서 합리주의와 공리주의의 관점에서 혁명을 배격하고 최소 국가를 “필요 악”으로 언급했으며 지식의 확산에 의해 점진적으로 무력해질 것이라고 주장했다.
가장 영향력있는 개인주의적 아나키즘의 유형은 “에고이즘” 혹은 에고이스트적 아나키즘이라고 불리는데 초기 개인주의적 아나키즘의 가장 잘 알려진 주창자인 막스 슈티르너에 의해 제시 되었다. 슈티르너의 저작 유일자와 그 소유(1844)는 이 철학의 기초를 제시했다. 슈티르너에 따르면 개인의 권리에 대한 유일한 제약은 신, 국가, 또는 도덕과 관계 없이 자신이 욕망하는 것을 취하고자 하는 힘의 크기다. 슈티르너에게 권리의 개념은 인간의 마음속을 돌아다니는 유령(Spook)에 불과하며, 사회란 존재하지 않고 “개인이 현실”이라고 주장했다. 슈티르너는 자기주장과 에고이스트 연합이라는 것을 옹호했다. 이는 슈티르너가 국가를 대신할 조직으로서 제안한 것이며, 구성원들의 지지에 의해 지속적으로 갱신되는 비체계적 협회로 간주된다. 에고이스트 아나키스트들은 에고이즘이 개개인 간의 진정하고 자발적인 결합을 유발할 것이라고 주장한다. 슈티르너의 철학은 19세기 후반 독일의 아나키스트이자 LGBT 활동가인 존 헨리 맥케이에 의해 재발굴 되어서 아나키스트들 사이에 대대적으로 보급되었다.
조시아 워렌(Josiah Warren)은 미국 최초의 아나키스트로 간주되며 1833년 아나키스트 간행물인 The Peaceful Revolutionist를 발행했었다. 미국의 아나키스트 역사가 유니스 메넷 슈스터(Eunice Minette Schuster)는 다음과 같이 언급한다. “프루동주의적 아나키즘이 적어도 1848년의 미국에서 나타났다는 것은 분명하다… 그리고 이것은 조시아 워렌과 스티븐 펄 앤드류스(Stephen Pearl Andrews)의 개인주의적 아나키즘에 대한 친화력을 인식하지 않았다… 윌리엄 B. 그린(William B. Greene)은 프루동의 상호주의를 그것의 가장 순수하고 체계적인 형태로서 제시했다". 헨리 데이비드 소로는 영향력있는 초기 미국의 개인주의적 아나키스트다. 그의 저작 월든에서 자연환경에서의 단순한 생활의 성찰에 대한 언급을 했으며, 그의 에세이 시민 불복종에서는 부당한 국가에 대한 개인적 저항에 대한 주장을 했다. 벤자민 터커는 이후 슈티르너의 에고이즘을 워렌과 프루동의 경제관과 혼합해서 그의 간행물 Liberty에서 제시했다.
이런 초기 개인주의적 아나키즘들은 여러 나라에서 작지만 다양한 보헤미안 예술가와 지식인들을 매혹시켰다. 자유연애와 가족 계획에 대한 옹호, 개인주적 환경주의자와 누드주의자들, 자유사상가와 반교권 운동가들 그리고 일리걸리즘과 개인의 수복이라는 활동에 종사한 청년 아나키스트 무법자들과 같은 많은 움직임이 있었다. 이런 운동과 관련된 작가와 활동가들에는 오스카 와일드, 에밀 아망드(Emile Armand), 한 라이너(Han Ryner), 앙리 지즐리(Henri Zisly), 렌조 노바토레, 미구엘 기메네즈 이구아라다(Miguel Gimenez Igualada), 아돌프 브랜드(Adolf Brand) 그리고 레프 초르니 같은 이들이 있었다. 오스카 와일드는 그의 “사회주의 아래서 인간의 영혼”이라는 에세이에서 자유지상주의적 사회주의를 개인주의를 보장하는 방법으로서 옹호했다. “사유재산을 폐지함으로써 우린 진정하고 아름다우며 건강한 개인주의를 향유하게 될것이다. 누구도 상징적인 것들을 축적하기 위해 인생을 허비하지 않게 될것이다.” 아나키스트 역사가 조지 우드콕(George Woodcock)은 다음과 같이 주장했다. “와일드의 사회주의 아래서 인간의 영혼은 예술가에게 가장 우호적인 사회를 찾고자 하는 목적을 추구하고 있다… 와일드에게 있어서 예술은 다른 모든 목적에 앞서는 것이며 그안에 계몽과 재생을 포함하는 최종적 목적이다… 와일드는 아나키스트를 유미주의자로서 표현했다."

## 철학적 개인주의

### 윤리적 에고이즘
윤리적 에고이즘은 도덕적 행위자가 자신의 이익에 봉사하는 행동을 해야 한다는 규범 윤리다. 이것은 사람이 자신의 이익에 부합하는 행동만을 한다고 주장하는 심리적 에고이즘과는 구별된다. 윤리적 에고이즘은 또한 자신의 이익에 따라 행동하는 것이 합리적이다고 주장하는 합리적 에고이즘과도 다르다. 그러나 그런 교리들은 종종 윤리적 에고이즘과 혼합되기도 한다.
윤리적 에고이즘은 도덕적 행위자가 타자에게 도움과 봉사를 제공해야 한다고 주장하는 윤리적 이타주의와는 대조된다. 에고이즘과 이타주의는 모두 공리주의와 대조를 이루는데, 공리주의는 그자신(주체)을 타자보다 우선해서(에고이즘이 그러하듯)는 안된다고 주장하며, 타자를 돕는 것이 그 자신의 이익(그의 욕망과 안녕)과 동등하지 않는 이상 자신을 희생(이타주의가 그러하듯)하지 않아야 한다고 주장하기 때문이다. 에고이즘, 공리주의, 이타주의는 모두 결과주의이지만 차이점에 존재 하는데, 에고이즘과 이타주의는 행위자에 중심을 둔 결과주의인 반면, 공리주의에선 행위 중립적인 존재라고 부르며 주체에게 특별성을 부여하지 않기 때문이다.
윤리적 에고이즘이 그런걸 의미하지는 않지만, 이것은 도덕적 행위자가 도덕적 숙고를 진행함에 있어서 타자의 이익이나 안녕에 해를 끼칠 수도 있다. 즉 행위자의 이익에 부합하는 것이 부수적으로 타인에게 해롭거나, 이익을 줄 수도 있으며 중립적을 영향을 끼칠 수도 있다. 개인주의는 행위자가 선택한 것이 그의 이익을 만족시키는 한, 타인의 이익과 안녕이 경시되거나 그렇지 않을 수도 있는 행위를 허용할 수 있게 한다. 윤리적 에고이즘은 자신의 이익을 추구함에 있어서 언제나 그가 하고 싶은 일을 해야만 한다는 것을 의미하지 않는다. 즉 장기적으로 봤을 때 단기적인 욕구의 충족은 자신에게 해를 끼칠 수도 있기 때문이다. 순간적인 즐거움은 에우다이모니아를 뒤로 밀려나게 한다. 제임스 레이첼스(James Rachels)가 말하길 “윤리적 에고이즘은 이기심을 지지하지만, 어리석음을 지지하는 것은 아니다.”
윤리적 에고이즘은 종종 자유지상주의와 개인주의적 아나키즘을 지지하는 철학적 기반이 되기도 한다.

### 에고이스트적 아나키즘
에고이스트적 아나키즘은 19세기 헤겔주의 철학자이자 가장 잘알려진 초기 개인주의적 아나키즘의 주창자인 막스 슈티르너의 철학에서 파생된 아나키스트 사상중의 하나다. 슈티르너에 따르면 개인의 권리에 대한 유일한 제약은 신, 국가, 또는 도덕과 관계 없이 자신이 욕망하는 것을 취하고자 하는 힘의 크기다. 슈티르너는 자기주장과 에고이스트 연합이라는 것을 옹호했다. 이는 슈티르너가 국가를 대신할 조직으로서 제안한 것이며, 구성원들의 지지에 의해 지속적으로 갱신되는 비체계적 협회로 간주된다. 에고이스트 아나키스트들은 에고이즘이 개개인 간의 진정하고 자발적인 결합을 유발할 것이라고 주장한다. 슈티르너의 철학은 19세기 후반 독일의 아나키스트이자 LGBT 활동가인 존 헨리 맥케이에 의해 재발굴 되어서 아나키스트들 사이에 대대적으로 보급되었다. 존 베벌리 로빈슨(John Beverley Robinson)은 “에고이즘”이라는 에세이에서 다음과 같이 주장했다. “슈티르너와 니체에 의해 제시되고 입센과 쇼를 비롯한 여러 이들에 의해 설명된 현대 에고이즘은 그 이상의 것이다. 이것은 개인을 개인으로서 깨닫는 것이다. 그들이 격정하는 한, 그들은 유일한 개인이다." 니체와 슈티르너는 프랑스의 문학계 아나키스트들에 의해 자주 비교 되었으며 니체에 대한 아나키스트적 해석은 미국에서도 상당한 영향력이 있었다. 에고이즘에 집착하는 아나키스트들로는 벤자민 터커, 에밀 아망드, 존 베벌리 로빈슨, 아돌프 브랜드, 스티븐 T. 바잉턴(Steven T. Byington), 렌조 노바토레, 제임스 L. 워커(James L. Walker), 엔리코 아리고니(Enrico Arrigoni), 비오필로 판클라스타(Biofilo Panclasta), 준 츠지(Jun Tsuji), 장 르네 솔리에르(Jean-René Saulière) 같은 이들이 있었고, 현대인들로는 하킴 베이(Hakim Bey), 밥 블랙, 울피 랜드스트라이커(Wolfi Landstreicher) 같은 이들이 있다.

### 실존주의
실존주의는 그 교리에 여러 차이가 있을 수 있지만, 일반적으로 개인의 존재 조건과 감정, 행동, 책임 그리고 사고에 집중하는 철학들을 일컫는 말이다. 19세기 초반 철학자 쇠렌 키르케고르는 훗날 실존주의의 아버지로 간주되는데, 그는 개인은 절망, 불안, 부조리, 소외 그리고 지루함에 이루기까지 많은 실존의 장애물과 불화에도 불구하고, 자신의 삶에 의미를 부여하고 그 삶을 열정적이고 진실되게 살아갈 책임이 있다고 주장했다.
이후 나타난 실존주의 철학들은 개인에 중심을 두지만 그것들은 다양한 각도에서 차이가 존재한다. 이런 차이에는 성취있는 삶을 구성하는 것은 무엇인가, 무엇이 극복되어야할 장애물인가, 어떤 내외부적 요인이 관련되어 있는가, 신은 존재하는(유신론적 실존주의)가 그렇지 않는가(무신론적 실존주의) 등이 있다. 많은 실존주의 철학자들은 전통적 체계적 혹은 학계의 철학이 스타일과 내용 모두에 있어서 추상적이고 실제 인간의 경험과는 거리가 먼 것으로 간주했다. 실존주의는 2차대전 이후 인간 개성과 자유의 중요성을 재확인하는 방법으로 유행하게 된다.

### 자유사상
자유사상이란 사람이 지식과 이성에서 비롯되지 않은 그저 진리로서 여겨지는 관념을 받아들여서는 안된다는 입장이다. 그러므로 자유사상가들은 논리적 오류, 권위에 의한 지식의 제한, 확증편향, 인지편향, 사회적 통념, 대중문화, 편견, 종파주의, 전통과 도시전설을 비롯된 모든 도그마에서 거리를 두고 사실과 과학적 연구, 논리적 원칙을 기반으로 한 의견을 세우고자 노력한다. 종교에 대하여, 자유사상가들은 초자연적 현상의 존재를 과학적으로 입증할 증거가 불충분하다고 주장한다.

### 인본주의
인본주의는 인간의 존엄성, 관심사, 역량, 이성을 중시하는 다양한 윤리적 입장을 의미한다. 이 용어에는 많은 의미가 있지만, 초자연적인 것과 대조되거나 권위에 호소하는 것 등에 집중할 때, 많은 의미가 파생된다. 19세기부터 인본주의는 18세기 계몽주의 철학의 유산을 물려받아 반교권 운동과 연관되어왔다. 21세기엔 인본주의는 재생산의 권리, 성평등, 사회 정의 그리고 정교 분리와 같은 인권 문제를 강하게 지지하는 경향을 가지고 있다. 이 용어는 조직화된 비신학전 신앙(종교적 인본주의), 세속적 인본주의 그리고 인본주의적인 삶을 가리키기도 한다.

### 쾌락주의
쾌락주의는 기쁨만이 본질적으로 선한 것이며 고통만이 본질적으로 나쁜 것이라고 주장하는 가치에 대한 메타 윤리 이론이다. 쾌락주의적 사상의 기본적인 아이디어는 기쁨만(모든 본질적으로 바람직한 감정에 대한 포괄적인 용어)이 그자체로 혹은 본질적으로 선이라는 것이다. 이것은 특정 행위가 그것이 만들어 내는 고통보다 더 많은 기쁨을 만들 경우에 도덕적 가치를 둔다는 것을 암시한다.

### 자유분방주의(Libertinism)
방종파(Libertine)는 사회에서 수용되는 도덕과 거대 사회가 찬미하는 행동 형태와 같은 대부분의 도덕적 제약을 무시하거나 떨쳐내 버리는 사람을 의미한다. 방종파는 감각을 통해 경험한 물질적 쾌략을 중시한다. 철학으로서 자유분방주의(Libertinism)는 특히 프랑스와 영국에서 17세기, 18세기 19세기에 새로운 지지자들을 얻었다. 이 중 주목할만한 사람들로는 존 윌모트(John Wilmot), 마르키 드 사드 같은 이들이 있다. 바로크 시대 프랑스엔 Libertinage érudit라고 알려진 자유사상가들의 서클이 있었는데 가브리엘 노데, 엘리 디오다티(Élie Diodati), 프랑수아 드 라 모트 르 바이에르(François de La Mothe Le Vayer) 같은 이들이 관련되어 있었다. 비평가 비비안 데 솔라 핀토(Vivian de Sola Pinto)는 윌 모트의 자유분방주의를 홉스주의의 유물론과 연관시켰다.

### 객관주의
객관주의는 철학자이자 소설가인 아인 랜드에 의해 탄생한 철학 체계로, 현실은 의식에서 독립적으로 존재한다고 주장한다. 인간은 귀납적이고 연역적인 논리 개념 형성 과정을 통해 합리적인 지식을 얻으며, 사람 자신의 삶의 도덕적 목적이란 자신의 행복이나 합리적 이기심을 추구하는 것이다. 랜드는 이런 도덕 관념에 부합하는 유일한 사회 제도는 개인의 권리에 대한 완전한 존중이며, 이것은 순수한 자유방임 자본주의에 의해 구체화 된다고 여겼다. 여기서 인간 삶에서의 예술의 역할은 현실을 선택적 재현하여 인간의 넓은 형이상학적 관념을 그가 이해할 수 있고 감정적으로 반응할 수 있는 물리적 형태의 예술작품으로 변형시키는 것이다. 객관주의는 인간을 그 자신의 영웅으로서 찬미한다. “그의 삶의 도덕적 목적으로서의 자신의 행복이며, 그의 고귀한 활동으로서의 생산적인 성취자 그리고 그의 유일하게 절대적인 이유.”

### 철학적 아나키즘
철학적 아나키즘은 아나키스트 사상중에서 다른이들과 마찬가지로 국가는 도덕적 정당성이 없다고 주장하지만, 혁명적 아나키스트들과 같이 폭력적 혁명을 통한 국가의 제거를 추구하지 않으며, 대신 그것을 제거하기 위한 평화적인 진화를 옹호한다.

### 주관주의
주관주의는 주관적인 경험에 대한 우선권을 모든 척도와 법칙의 근본으로서 삼는 철학적 신조다. 유아론과 같은 극단적인 형태의 경우, 모든 물체의 본질과 존재가 어떤 사람의 주관적인 인식에 달려있다고 주장한다. 예를 들어서, 비트겐슈타인은 논리철학논고에서 다음과 같이 언급한 적이 있다. “주관은 세계에 속하지 않으며, 세계의 한계다”(proposition5.632).

#### 유아론
유아론(Solipsism)은 오직 그 자신의 정신만이 존재한다고 주장하는 철학적 관념이다. 이 용어는 라틴어 Solus(혼자)와 Ipse(자신)에서 비롯되었다. 인식론적 입장에서의 유아론은 자기 정신 밖의 어떤 지식도 확실하지 않다고 주장한다. 외부 세계와 타자의 정신을 알 수 없으며, 정신 밖에 있는 것으로서 존재하지 않을 지도 모른다. 형이상학적 의미에서 유아론은 더욱 나아가서 세상과 다른 정신은 존재하지 않는다고 주장한다. 이런 이유로 이것은 그 자체의 가정에 의해 같은 방식으로 반박할 수 없고 비판할 수 없는 유일한 인식론적 입장이다.

## 경제적 개인주의
경제적 개인주의는 관련된 개인이 경제적 의사결정을 할 때 외부의 강제력에서 벗어난 자율성이 있어야 한다고 주장하는 신조다.

### 자유주의
고전적 자유주의는 19세기 영국, 서유럽, 미국 등지에서 개발된 정치 이론이다. 이것은 개인의 자유와 대중 정부에 대한 헌신에서 자유주의의 초기 형태를 따르지만, 자유 시장과 고전 경제학에 대한 헌신에서 자유주의의 초기 형태와 구별된다. 주목할만한 19세기 고전적 자유주의자들로는 장바티스트 세, 토마스 맬서스, 데이비드 리카르도 같은 이들이 있다. 고전적 자유주의는 20세기에 루트비히 폰 미제스와 프리드리히 하이에크에 의해 부활했으며, 밀턴 프리드만, 로버트 노직, 로렌 로마스키(Loren Lomasky), 잔 나비슨(Jan Narveson)에 의해 더욱 개발되었다. 고전적 자유주의란 용어는 20세기 이전의 모든 자유주의들을 포괄하는 용어로 사용되기도 한다.

### 개인주의적 아나키즘과 경제
개인주의적 아나키즘의 경제관에는 상호주의(피에르조제프 프루동, 에밀 아망드, 초기 벤자민 터커), 자연권 입장(초기 벤자민 터커, 라이샌더 스푸너, 조시아 워렌) 그리고 에고이스트로서 사유재산과 시장을 유령으로서 부정하는 입장(막스 슈티르너, 존 헨리 맥케이, 레프 초르니, 후기 벤자민 터커, 렌조 노바토레, 일리걸리즘)이 존재한다. 현대 개인주의적 아나키스트인 케빈 카슨(Kevin Carson)은 미국 개인주의적 아나키즘의 특징을 다음과 같이 묘사했다. “다른 사회주의 운동들과는 달리, 개인주의적 아나키스트들은 자유시장에서의 자연적인 임금은 그 노동의 생산물이라고 믿었다. 그리고 경제적 착취는 오직 자본주의자와 임대주들이 그들의 이익을 지키기 위해 국가의 권력을 이용할 때만이 나타나는 것 이라고 간주했다. 그러므로 개인주의적 아나키즘은 국가주의를 강화시키는 주류 사회주의 운동과 대기업의 횡포에 대한 단순한 변명만을 일삼는 고전적 자유주의 운동에 대한 대안이였다.”

#### 상호주의
상호주의(Mutualism)는 프루동의 저작에서 비롯된 아나키스트 사상 중의 하나이며, 각 개인이 개인적으로든 집단적으로든 생산수단을 소유한 사회를 옹호하며 노동가치론에 기반을 둔 자유시장을 주장한다. 이 계획의 필수 요소에는 생산 비용을 충당할 수 있는 최소 이자율로만 생산자에게 빌려주는 상호 신용 은행의 설립이 있다. 상호주의는 노동가치론에 기반하기에, 교환에 있어서 “생산하는데 있어서 정확히 비슷하고 동등한 유용성이 필요한” 물건이나 서비스를 제공 받아야 한다. 그것보다 적다면 그들은 이를 착취, 도둑질, 고리대금업으로 간주한다.

### 자유지상주의적 사회주의
자유지상적 사회주의(自由至上的社會主義, Libertarian Socialism, 혹은 사회주의적 자유지상주의 또는 좌파 자유지상주의)란 국가에 의한 중앙 집권적 국가 소유화와 경제 통제 그리고 국가마저 거부하는 반권위주의적 정치철학적 그룹을 일컫는다. 이들은 직장에서의 임금 노동 관계를 비판한다. 이들은 대신 직장의 노동자 자주 관리와 정치 조직의 분권화를 강조한다. 이들은 생산수단을 통제하는 권위주의적 기관과 대중을 종속시키는 소유 계급, 정치적, 경제적 엘리트들의 제거를 통해 평등하고 정의로운 사회를 달성할 수 있다고 생각한다. 자유지상적 사회주의자들은 직접 민주주의와 연방주의, 연합 등을 바탕으로 분권화된 구조의 자유지상적 자치주의나 시민 어셈블리 노동 조합, 노동자 평의회 등을 옹호한다. 이 모든 것들은 인간의 삶에서 모든 불합리한 권위를 해체하는 것을 통하여 자유 그리고 자발적 인간 관계등을 목표로한다.
과거와 오늘날의 자유지상적 사회주의의 운동들은 일반적으로 아나키즘을 포함(특히 아나코 코뮤니즘, 아나코 콜렉티비즘, 아나코 생디칼리즘, 그리고 상호주의 아나키즘)하며, 자율주의, 코뮤널리즘, 참여주의, 길드 사회주의, 혁명적 생디칼리즘 그리고 의회 공산주의나 룩셈부르크주의 같은 자유지상적 맑시즘 등을 포함하며, 몇몇의 공상적 사회주의와 개인주의적 아나키즘을 포괄한다.

### 좌파 자유지상주의
좌파 자유지상주의는 개인의 자유와 함께 사회적 평등을 강조한다. 좌파 자유지상주의자들은 우파 자유지상주의자들과 달리, 천연자원에 노동력을 합치는 것이 완전한 사유재산권을 형성하지는 못한다고 믿는다. 그들은 천연자원이 평등주의적인 형태로 누구도 소유해선 안되거나 공유되어야 한다고 주장한다.사유재산권을 지지하는 좌파 자유지상주의자들은 지역 사회에 보상을 제공한다는 제약아래 그런 입장을 취한다.
좌파 자유지상주의라는 용어는 다음과 같은 사상들을 지칭할 수 있다.
- 사회주의 운동에서의 다양한 반권위주의 좌익정치, 즉 자유지상주의적 사회주의[138]
- 지공자유지상주의(Geolibertarianism) 자유지상주의와 지공주의의 혼합[139][140]
- 스타이너-발렌타인(Steiner–Vallentyne) 학파, 지지자들은 고전적 자유주의나 시장 자유의 전제로부터 평등주의적 결론을 이끌어낸다.[141]
- 좌익 시장 아나키즘(Left-Wing Market Anarchism), 국가가 제공하는 특권에서 벗어난 반자본주의적인 해방된 시장(Freed Markets) 강조[142]

### 우파 자유지상주의
우파 자유지상주의라는 용어는 비집산주의적 자유지상주의(좌파 자유지상주의와 대조되는)를 의미하거나 주류 자유지상주의에 의해 “우익”이라고 꼬리표가 붙여지는 “자유지상주의적 보수주의” 같은 여러 자유지상주의 경향을 의미한다.
스탠포드 철학 백과사전은 이것을 “우파 자유지상주의’’라고 부르지만, 다음과 같이 명시한다. “자유지상주의는 자주 우익의 사상으로 간주된다. 하지만 이는 최소한 두가지 이유에서 오류이다. 첫번째로, 경제보다 사회 이슈에 있어서 자유지상주의는 좌익적 경향을 나타낸다. 이것은 합의를 일부 제한하는 법을 반대하며 성인들 간의 사적인 성관계(동성 섹스, 혼외 섹스, 특이한 섹스 등)와 약물 사용을 일부 제한하는 법을 반대하고, 개인에게 종교적 견해나 관행을 강제하는 법에 반대하며, 징병제를 반대한다. 둘째로, 미국에서 잘 알려진 우파 자유지상주의 이외에 좌파 자유지상주의가 존재한다는 것이다. 이 둘 모두 자기소유를 지지하지만, 천연자원(토지, 공기, 물 등)이 어떻게 소유되는가에 대하여 다른 견해를 가진다.”

## 한국에서의 개인주의
한국에서는 개인주의나 이기주의에 대한 부정적인 인식이 강하다. 이는 20세기 초까지 존속했던 왕조 체제, 성리학적 세계관, 박정희의 민족국가 지상주의적 사고방식 등의 영향이기도 하다.
한국학자 박노자는 박정희의 국가주의적 사고방식, 제국주의에 대한 패배의식, 개인주의에 대한 비틀린 인식 등 때문에 개인주의가 부정적인 것처럼 묘사되었다고 주장했다. 박노자의 주장은 다음과 같다.
제국주의에 대한 패배의식은 더 큰 문제를 몰고 왔다. 초기 개화파들 가운데 일부는 인권과 자유와 평등 등을 근대화의 지표로 받아들였지만, 이들의 관심은 곧바로 국가와 국민 같은 ‘집단’으로 기울었다. 제국의 힘에 대항하려면 국가의 힘을 키우고 국민을 훈육하는 ‘부국강병’의 길밖에 없다는 생각이 ‘자연스럽게’ 따라왔던 것이다. 그리하여 국민의 썩은 정신을 뜯어고치지 않고는 독립도 자주도 없다는 이광수류의 민족개조론, 그러니까 끝내는 광적인 친일로 빠져들 지적 사생아가 태어났다. 국가와 민족을 들먹이며 근대화 기수로 나섰던 박정희의 국가주의적 사고방식이 여기에 닿아 있음은 물론이다.

박노자는 또한 좌파든 우파든 개인주의를 비정상적인 것처럼 몰고 왔다고도 지적했다. 박노자는 "우파든 좌파든 영향력 있는 주요 논객들은 개인주의를 비사회적이거나 반사회적인 현상으로 보는 것이 훨씬 더 일반적인 분위기였다. 가령, 초기 마르크스주의자였던 박영희는 좌익적 잡지였던 <개벽>의 1924년 7월호에 쓴 글에서 개인주의를 극단적 이기주의, 반사회적 자기중심주의와 동일시했다. 그에게 남편과 아이를 버리고 집을 나간 <인형의 집>의 노라는 ‘패륜’의 대명사일 뿐이었다"라고 말했다. 그리고 박노자는 한국 사회의 대표적인 개인주의자로 윤치호를 지목했는데, "일상생활에서 개인주의를 존중했던 윤치호 같은 개화파 지식인들도 정치적 자유를 위한 싸움에는 무감각했고, 결국엔 매판 지식인으로 전락했다. 그 결과, 진정한 개인주의는 유행을 좇고 안일을 옹호하는 사이비 개인주의에 자리를 내주고 말았다"라고 말했다.

## 같이 보기
- 공동체주의
- 자유주의
- 전체주의
- 국가주의
- 사회주의
- 자유지상주의
- 아나키즘
- 자아중심주의
- 박노자
- 윤치호
- 마광수
- 진중권

## 참고 서적
- 박노자, 《나를 배반한 역사》 (인물과사상사, 2003)
- 박찬욱, 《21세기 미국의 거버넌스》 (서울대학교출판부, 2004)

1. 1 2  "Individualism" on Encyclopædia Britannica Online
2. ↑  Ellen Meiksins Wood. Mind and Politics: An Approach to the Meaning of Liberal and Socialist Individualism. University of California Press. 1972. ISBN 0-520-02029-4. p. 6
3. 1 2 3  “"individualism" on The Free Dictionary”. 2019년 5월 17일에 원본 문서에서 보존된 문서. 2018년 6월 7일에 확인함.
4. ↑  Biddle, Craig. “Individualism vs. Collectivism: Our Future, Our Choice”. 《The Objective Standard》 7 (1). 2017년 6월 12일에 원본 문서에서 보존된 문서. 2018년 6월 7일에 확인함.
5. ↑  Hayek, F.A. (1994). 《The Road to Serfdom》. United States of America: The University of Chicago Press. 17, 37–48쪽. ISBN 0-226-32061-8.
6. 1 2 3  L. Susan Brown. The Politics of Individualism: Liberalism, Liberal Feminism, and Anarchism. Black Rose Books Ltd. 1993
7. ↑  Ellen Meiksins Wood. Mind and Politics: An Approach to the Meaning of Liberal and Socialist Individualism. University of California Press. 1972. ISBN 0-520-02029-4 pp. 6–7
8. ↑  개인주의 두산백과
9. 1 2  Claeys, Gregory (1986). “"Individualism," "Socialism," and "Social Science": Further Notes on a Process of Conceptual Formation, 1800–1850”. 《Journal of the History of Ideas》 (University of Pennsylvania Press) 47 (1): 81–93. doi:10.2307/2709596. JSTOR 2709596.
10. ↑  Swart, Koenraad W. (1962). “"Individualism" in the Mid-Nineteenth Century (1826–1860)”. 《Journal of the History of Ideas》 (University of Pennsylvania Press) 23 (1): 77–90. doi:10.2307/2708058. JSTOR 2708058.
11. ↑  Abbs 1986, cited in Klein 2005, pp. 26–27
12. ↑  "The Chrysanthemum and the Sword: Patterns of Japanese Culture." Rutland, VT and Tokyo, Japan: Charles E. Tuttle Co. 1954 orig. 1946.
13. ↑  Reese, William L. (1980). 《Dictionary of Philosophy and Religion》 1판. Atlantic Highlands, New Jersey: Humanities Press. 251쪽. ISBN 0-391-00688-6.
14. ↑  Audi, Robert, 편집. (1999). 《The Cambridge Dictionary of Philosophy》 2판. Cambridge: Cambridge University Press. 424쪽. ISBN 0-521-63136-X.
15. ↑  Jung, C. G. (1962). Symbols of Transformation: An analysis of the prelude to a case of schizophrenia (Vol. 2, R. F. C. Hull, Trans.). New York: Harper & Brothers.
16. ↑  Jung's Individuation process 보관됨 2018-02-23 - 웨이백 머신 Retrieved on 2009-2-20
17. ↑  Gilbert Simondon. L'individuation psychique et collective (Paris, Aubier, 1989; reprinted in 2007 with a preface by Bernard Stiegler)
18. ↑  Bernard Stiegler: Culture and Technology 보관됨 2015-10-15 - 웨이백 머신, tate.org.uk, 13 May 2004
19. ↑  Heath, Joseph (2015년 1월 1일).  Zalta, Edward N., 편집. 《The Stanford Encyclopedia of Philosophy》. Metaphysics Research Lab, Stanford University  – Stanford Encyclopedia of Philosophy 경유.
20. ↑  “the definition of civil libertarian”.
21. ↑  Compass, The Political. “The Political Compass”.
22. ↑  Ellen Meiksins Wood. Mind and Politics: An Approach to the Meaning of Liberal and Socialist Individualism. University of California Press. 1972. ISBN 0-520-02029-4. p. 7
23. ↑  The Ancient Chinese Super State of Primary Societies: Taoist Philosophy for the 21st Century, You-Sheng Li, June 2010, p. 300
24. ↑  Marcus Aurelius, Meditations, Oxford University Press, 2008, ISBN 978-0-19-954059-4.
25. ↑  John C. Goodman, “Classical Liberalism vs Modern Liberalism and Modern Conservatism”. 2018년 6월 12일에 원본 문서에서 보존된 문서. 2018년 6월 7일에 확인함.
26. ↑  Locke, John (1690). 《Two Treatises of Government (10th edition)》. Project Gutenberg. 2009년 1월 21일에 확인함.
27. ↑  Paul E. Sigmund, editor, The Selected Political Writings of John Locke, Norton, 2003, ISBN 0-393-96451-5 p. iv "(Locke's thoughts) underlie many of the fundamental political ideas of American liberal constitutional democracy...", "At the time Locke wrote, his principles were accepted in theory by a few and in practice by none."
28. ↑  Thomas Jefferson, Declaration of Independence, July 4, 1776.
29. ↑  John Gray, Two Faces of Liberalism, The New Press, 2008, ISBN 978-1-56584-678-4
30. ↑  
Malatesta, Errico. “Towards Anarchism”. 《MAN!》 (Los Angeles: International Group of San Francisco). OCLC 3930443. 2012년 11월 7일에 원본 문서에서 보존된 문서.
Agrell, Siri (2007년 5월 14일). “Working for The Man”. 《The Globe and Mail》. 2007년 5월 16일에 원본 문서에서 보존된 문서. 2008년 4월 14일에 확인함.
“Anarchism”. 《Encyclopædia Britannica》. Encyclopædia Britannica Premium Service. 2006. 2006년 12월 14일에 원본 문서에서 보존된 문서. 2006년 8월 29일에 확인함.
“Anarchism”. 《The Shorter Routledge Encyclopedia of Philosophy》: 14. 2005. Anarchism is the view that a society without the state, or government, is both possible and desirable.
The following sources cite anarchism as a political philosophy:
Mclaughlin, Paul (2007). 《Anarchism and Authority》. Aldershot: Ashgate. 59쪽. ISBN 0-7546-6196-2.
Johnston, R. (2000). 《The Dictionary of Human Geography》. Cambridge: Blackwell Publishers. 24쪽. ISBN 0-631-20561-6.
31. ↑  Slevin, Carl. "Anarchism." The Concise Oxford Dictionary of Politics. Ed. Iain McLean and Alistair McMillan. Oxford University Press, 2003.
32. ↑  "ANARCHISM, a social philosophy that rejects authoritarian government and maintains that voluntary institutions are best suited to express man's natural social tendencies." George Woodcock. "Anarchism" at The Encyclopedia of Philosophy
33. ↑  "In a society developed on these lines, the voluntary associations which already now begin to cover all the fields of human activity would take a still greater extension so as to substitute themselves for the state in all its functions." Peter Kropotkin. "Anarchism" from the Encyclopædia Britannica 보관됨 2012-01-06 - 웨이백 머신
34. ↑  "Anarchism." The Shorter Routledge Encyclopedia of Philosophy. 2005. p. 14 "Anarchism is the view that a society without the state, or government, is both possible and desirable."
35. ↑  Sheehan, Sean. Anarchism, London: Reaktion Books Ltd., 2004. p. 85
36. ↑  "Anarchists do reject the state, as we will see. But to claim that this central aspect of anarchism is definitive is to sell anarchism short."Anarchism and Authority: A Philosophical Introduction to Classical Anarchism by Paul McLaughlin. AshGate. 2007. p. 28
37. 1 2  "The IAF - IFA fights for : the abolition of all forms of authority whether economical, political, social, religious, cultural or sexual.""Principles of The [[International of Anarchist Federations 보관됨 2012-01-05 - 웨이백 머신]"]
38. ↑  "Authority is defined in terms of the right to exercise social control (as explored in the "sociology of power") and the correlative duty to obey (as explored in the "philosophy of practical reason"). Anarchism is distinguished, philosophically, by its scepticism towards such moral relations – by its questioning of the claims made for such normative power – and, practically, by its challenge to those "authoritative" powers which cannot justify their claims and which are therefore deemed illegitimate or without moral foundation."Anarchism and Authority: A Philosophical Introduction to Classical Anarchism by Paul McLaughlin. AshGate. 2007. p. 1
39. ↑  "Anarchism, then, really stands for the liberation of the human mind from the dominion of religion; the liberation of the human body from the dominion of property; liberation from the shackles and restraint of government. Anarchism stands for a social order based on the free grouping of individuals for the purpose of producing real social wealth; an order that will guarantee to every human being free access to the earth and full enjoyment of the necessities of life, according to individual desires, tastes, and inclinations." Emma Goldman. "What it Really Stands for Anarchy" in Anarchism and Other Essays.
40. ↑  Individualist anarchist Benjamin Tucker defined anarchism as opposition to authority as follows "They found that they must turn either to the right or to the left, – follow either the path of Authority or the path of Liberty. Marx went one way; Warren and Proudhon the other. Thus were born State Socialism and Anarchism ... Authority, takes many shapes, but, broadly speaking, her enemies divide themselves into three classes: first, those who abhor her both as a means and as an end of progress, opposing her openly, avowedly, sincerely, consistently, universally; second, those who profess to believe in her as a means of progress, but who accept her only so far as they think she will subserve their own selfish interests, denying her and her blessings to the rest of the world; third, those who distrust her as a means of progress, believing in her only as an end to be obtained by first trampling upon, violating, and outraging her. These three phases of opposition to Liberty are met in almost every sphere of thought and human activity. Good representatives of the first are seen in the Catholic Church and the Russian autocracy; of the second, in the Protestant Church and the Manchester school of politics and political economy; of the third, in the atheism of Gambetta and the socialism of Karl Marx." Benjamin Tucker. Individual Liberty.
41. 1 2  Ward, Colin (1966). “Anarchism as a Theory of Organization”. 2010년 3월 25일에 원본 문서에서 보존된 문서. 2010년 3월 1일에 확인함.
42. ↑  Anarchist historian George Woodcock report of Mikhail Bakunin's anti-authoritarianism and shows opposition to both state and non-state forms of authority as follows: "All anarchists deny authority; many of them fight against it." (p. 9) ... Bakunin did not convert the League's central committee to his full program, but he did persuade them to accept a remarkably radical recommendation to the Berne Congress of September 1868, demanding economic equality and implicitly attacking authority in both Church and State."
43. ↑  Brown, L. Susan (2002). 〈Anarchism as a Political Philosophy of Existential Individualism: Implications for Feminism〉. 《The Politics of Individualism: Liberalism, Liberal Feminism and Anarchism》. Black Rose Books Ltd. Publishing. 106쪽.
44. ↑  “Anarchy and Organization: The Debate at the 1907 International Anarchist Congress - The Anarchist Library”.
45. ↑  "What do I mean by individualism?
I mean by individualism the moral doctrine which, relying on no dogma, no tradition, no external determination, appeals only to the individual conscience."Mini-Manual of Individualism by Han Ryner
46. ↑  "I do not admit anything except the existence of the individual, as a condition of his sovereignty. To say that the sovereignty of the individual is conditioned by Liberty is simply another way of saying that it is conditioned by itself." "Anarchism and the State" in Individual Liberty
47. ↑  Everhart, Robert B. The Public School Monopoly: A Critical Analysis of Education and the State in American Society. Pacific Institute for Public Policy Research, 1982. p. 115.
48. 1 2  Philip, Mark (2006년 5월 20일). 〈William Godwin〉.   Zalta, Edward N.; Nodelman, Uri. 《Stanford Encyclopedia of Philosophy》 (영어).
49. ↑  Adams, Ian. Political Ideology Today. Manchester University Press, 2001. p. 116.
50. ↑  Godwin, William (1796) [1793]. 《Enquiry Concerning Political Justice and its Influence on Modern Morals and Manners》. G.G. and J. Robinson. OCLC 2340417.
51. ↑  Goodway, David. Anarchist Seeds Beneath the Snow. Liverpool University Press, 2006, p. 99.
52. 1 2 3  Leopold, David (2006년 8월 4일). 〈Max Stirner〉.   Zalta, Edward N.; Nodelman, Uri. 《Stanford Encyclopedia of Philosophy》 (영어).
53. 1 2  The Encyclopedia Americana: A Library of Universal Knowledge. Encyclopedia Corporation. p. 176.
54. 1 2  Miller, David. "Anarchism." 1987. The Blackwell Encyclopaedia of Political Thought. Blackwell Publishing. p. 11.
55. ↑  "What my might reaches is my property; and let me claim as property everything I feel myself strong enough to attain, and let me extend my actual property as fas as I entitle, that is, empower myself to take..." In Ossar, Michael. 1980. Anarchism in the Dramas of Ernst Toller. SUNY Press. p. 27.
56. ↑  Nyberg, Svein Olav. "The union of egoists" (PDF). Non Serviam. Oslo, Norway: Svein Olav Nyberg. 1: 13–14. OCLC 47758413. Archived from the original (PDF) on 7 December 2012. Retrieved 1 September 2012
57. ↑  Thomas, Paul (1985). Karl Marx and the Anarchists. London: Routledge/Kegan Paul. p. 142. ISBN 0-7102-0685-2.
58. 1 2  Carlson, Andrew (1972). 〈Philosophical Egoism: German Antecedents〉. 《Anarchism in Germany》. Metuchen: Scarecrow Press. ISBN 0-8108-0484-0. 2008년 12월 10일에 원본 문서에서 보존된 문서. 2008년 12월 4일에 확인함.
59. ↑  Palmer, Brian (2010-12-29) What do anarchists want from us?, Slate.com
60. ↑  William Bailie, “Archived copy” (PDF). 2012년 2월 4일에 원본 문서 (PDF)에서 보존된 문서. 2013년 6월 17일에 확인함. Josiah Warren: The First American Anarchist — A Sociological Study, Boston: Small, Maynard & Co., 1906, p. 20
61. ↑  Native American Anarchism: A Study of Left-Wing American Individualism by Eunice Minette Schuster 보관됨 2월 14, 2016 - 웨이백 머신
62. ↑  "Paralelamente, al otro lado del atlántico, en el diferente contexto de una nación a medio hacer, los Estados Unidos, otros filósofos elaboraron un pensamiento individualista similar, aunque con sus propias especificidades. Henry David Thoreau (1817–1862), uno de los escritores próximos al movimiento de la filosofía trascendentalista, es uno de los más conocidos. Su obra más representativa es Walden, aparecida en 1854, aunque redactada entre 1845 y 1847, cuando Thoreau decide instalarse en el aislamiento de una cabaña en el bosque, y vivir en íntimo contacto con la naturaleza, en una vida de soledad y sobriedad. De esta experiencia, su filosofía trata de transmitirnos la idea que resulta necesario un retorno respetuoso a la naturaleza, y que la felicidad es sobre todo fruto de la riqueza interior y de la armonía de los individuos con el entorno natural. Muchos han visto en Thoreau a uno de los precursores del ecologismo y del anarquismo primitivista representado en la actualidad por Jonh Zerzan. Para George Woodcock, esta actitud puede estar también motivada por una cierta idea de resistencia al progreso y de rechazo al materialismo creciente que caracteriza la sociedad norteamericana de mediados de siglo XIX.""Voluntary non-submission. Spanish individualist anarchism during dictatorship and the second republic (1923–1938)" 보관됨 7월 23, 2011 - 웨이백 머신
63. ↑  “2. Individualist Anarchism and Reaction”.
64. ↑  “The Free Love Movement and Radical Individualism, By Wendy McElroy”. 2011년 6월 14일에 원본 문서에서 보존된 문서. 2018년 6월 7일에 확인함.
65. ↑  "La insumisión voluntaria: El anarquismo individualista español durante la Dictadura y la Segunda República (1923–1938)" by Xavier Díez 보관됨 7월 23, 2011 - 웨이백 머신
66. ↑  "Los anarco-individualistas, G.I.A...Una escisión de la FAI producida en el IX Congreso (Carrara, 1965) se pr odujo cuando un sector de anarquistas de tendencia humanista rechazan la interpretación que ellos juzgan disciplinaria del pacto asociativo" clásico, y crean los GIA (Gruppi di Iniziativa Anarchica) . Esta pequeña federación de grupos, hoy nutrida sobre todo de veteranos anarco-individualistas de orientación pacifista, naturista, etcétera defiende la autonomía personal y rechaza a rajatabla toda forma de intervención en los procesos del sistema, como sería por ejemplo el sindicalismo. Su portavoz es L'Internazionale con sede en Ancona. La escisión de los GIA prefiguraba, en sentido contrario, el gran debate que pronto había de comenzar en el seno del movimiento""El movimiento libertario en Italia" by Bicicleta. REVISTA DE COMUNICACIONES LIBERTARIAS Year 1 No. Noviembre, 1 1977 보관됨 10월 12, 2013 - 웨이백 머신
67. ↑  "Proliferarán así diversos grupos que practicarán el excursionismo, el naturismo, el nudismo, la emancipación sexual o el esperantismo, alrededor de asociaciones informales vinculadas de una manera o de otra al anarquismo. Precisamente las limitaciones a las asociaciones obreras impuestas desde la legislación especial de la Dictadura potenciarán indirectamente esta especie de asociacionismo informal en que confluirá el movimiento anarquista con esta heterogeneidad de prácticas y tendencias. Uno de los grupos más destacados, que será el impulsor de la revista individualista Ética será el Ateneo Naturista Ecléctico, con sede en Barcelona, con sus diferentes secciones la más destacada de las cuales será el grupo excursionista Sol y Vida.""La insumisión voluntaria: El anarquismo individualista español durante la Dictadura y la Segunda República (1923–1938)" by Xavier Díez 보관됨 7월 23, 2011 - 웨이백 머신
68. ↑  "Les anarchistes individualistes du début du siècle l'avaient bien compris, et intégraient le naturisme dans leurs préoccupations. Il est vraiment dommage que ce discours se soit peu à peu effacé, d'antan plus que nous assistons, en ce moment, à un retour en force du puritanisme (conservateur par essence).""Anarchisme et naturisme, aujourd'hui." by Cathy Ytak 보관됨 2월 25, 2009 - 웨이백 머신
69. ↑  anne (2014년 7월 30일). “Culture of Individualist Anarchism in Late 19th Century America” (PDF).
70. ↑  The "Illegalists" 보관됨 9월 8, 2015 - 웨이백 머신, by Doug Imrie (published by Anarchy: A Journal of Desire Armed)
71. ↑  Parry, Richard. The Bonnot Gang. Rebel Press, 1987. p. 15
72. ↑  “Oscar Wilde essay The soul of man under Socialism”. 2013년 9월 14일에 원본 문서에서 보존된 문서.
73. ↑  George Woodcock. Anarchism: A History of Libertarian Ideas and Movements. 1962. (p. 447)
74. ↑  Sanders, Steven M. Is egoism morally defensible? Philosophia. Springer Netherlands. Volume 18, Numbers 2–3 / July 1988
75. ↑  Rachels 2008, p. 534.
76. ↑  Nyberg, Svein Olav. “The union of egoists” (PDF). 《Non Serviam》 (Oslo, Norway: Svein Olav Nyberg) 1: 13–14. OCLC 47758413. 7 December 2012에 원본 문서 (PDF)에서 보존된 문서. 1 September 2012에 확인함.
77. ↑  Thomas, Paul (1985). 《Karl Marx and the Anarchists》. London: Routledge/Kegan Paul. 142쪽. ISBN 0-7102-0685-2.
78. ↑  “Egoism - The Anarchist Library”.
79. ↑  O. Ewald, "German Philosophy in 1907", in The Philosophical Review, Vol. 17, No. 4, Jul., 1908, pp. 400–26; T. A. Riley, "Anti-Statism in German Literature, as Exemplified by the Work of John Henry Mackay", in PMLA, Vol. 62, No. 3, Sep. 1947, pp. 828–43; C. E. Forth, "Nietzsche, Decadence, and Regeneration in France, 1891–95", in Journal of the History of Ideas, Vol. 54, No. 1, Jan., 1993, pp. 97–117; see also Robert C. Holub's Nietzsche: Socialist, Anarchist, Feminist, an essay available online at the University of California, Berkeley website.
80. ↑  Macquarrie, John. Existentialism, New York (1972), pp. 18–21.
81. ↑  Oxford Companion to Philosophy, ed. Ted Honderich, New York (1995), p. 259.
82. ↑  Macquarrie. Existentialism, pp. 14–15.
83. ↑  Cooper, D. E. Existentialism: A Reconstruction (Basil Blackwell, 1999, p. 8)
84. ↑  Marino, Gordon. Basic Writings of Existentialism (Modern Library, 2004, pp. ix, 3).
85. ↑  Stanford Encyclopedia of Philosophy http://plato.stanford.edu/entries/kierkegaard/
86. ↑  Watts, Michael. Kierkegaard (Oneworld, 2003, pp. 4–6).
87. ↑  Lowrie, Walter. Kierkegaard's attack upon "Christendom" (Princeton, 1968, pp. 37–40)
88. ↑  Corrigan, John. The Oxford handbook of religion and emotion (Oxford, 2008, pp. 387–88)
89. ↑  Livingston, James et al. Modern Christian Thought: The Twentieth Century (Fortress Press, 2006, Chapter 5: Christian Existentialism).
90. ↑  Martin, Clancy. Religious Existentialism in Companion to Phenomenology and Existentialism (Blackwell, 2006, pp. 188–205)
91. ↑  Robert C. Solomon, Existentialism (McGraw-Hill, 1974, pp. 1–2)
92. ↑  D.E. Cooper Existentialism: A Reconstruction (Basil Blackwell, 1999, p. 8).
93. ↑  Ernst Breisach, Introduction to Modern Existentialism, New York (1962), p. 5
94. ↑  Walter Kaufmann, Existentialism: From Dostoevesky to Sartre, New York (1956), p. 12
95. ↑  Hastings, James. Encyclopedia of Religion
96. ↑  《Compact Oxford English Dictionary》. Oxford University Press. 2007. humanism n. 1 a rationalistic system of thought attaching prime importance to human rather than divine or supernatural matters. 2 a Renaissance cultural movement that turned away from medieval scholasticism and revived interest in ancient Greek and Roman thought. Typically, abridgments of this definition omit all senses except #1, such as in the Cambridge Advanced Learner's Dictionary 보관됨 2003-12-30 - 웨이백 머신, Collins Essential English Dictionary, and 《Webster's Concise Dictionary》. New York: RHR Press. 2001. 177쪽.
97. ↑  “Definitions of humanism (subsection)”. Institute for Humanist Studies. 2007년 1월 18일에 원본 문서에서 보존된 문서. 16 Jan 2007에 확인함.
98. ↑  Edwords, Fred (1989). “What Is Humanism?”. American Humanist Association. 30 January 2010에 원본 문서에서 보존된 문서. 19 August 2009에 확인함. Secular and Religious Humanists both share the same worldview and the same basic principles... From the standpoint of philosophy alone, there is no difference between the two. It is only in the definition of religion and in the practice of the philosophy that Religious and Secular Humanists effectively disagree.
99. ↑  Moore, Andrew (2013년 1월 1일).  Zalta, Edward N., 편집. 《The Stanford Encyclopedia of Philosophy》. Metaphysics Research Lab, Stanford University  – Stanford Encyclopedia of Philosophy 경유.
100. ↑  “libertine” – The Free Dictionary 경유.
101. ↑  “WordNet Search - 3.1”.
102. ↑  René Pintard (2000). 《Le Libertinage érudit dans la première moitié du XVIIe siècle》. Slatkine. 11쪽. ISBN 978-2-05-101818-0. 2012년 7월 24일에 확인함.
103. ↑  Amesbury, Richard (2016년 1월 1일).  Zalta, Edward N., 편집. 《The Stanford Encyclopedia of Philosophy》. Metaphysics Research Lab, Stanford University  – Stanford Encyclopedia of Philosophy 경유.
104. ↑  A Martyr to Sin
105. ↑  "About the Author" in Rand 1992, 1170–71쪽
106. ↑  Wayne Gabardi, review of Anarchism by David Miller, published in American Political Science Review Vol. 80, No. 1. (Mar., 1986), pp. 300—02.
107. ↑  According to scholar Allan Antliff, Benjamin Tucker coined the term "philosophical anarchism," to distinguish peaceful evolutionary anarchism from revolutionary variants. Antliff, Allan. 2001. Anarchist Modernism: Art, Politics, and the First American Avant-Garde. University of Chicago Press. p. 4
108. ↑  Hudelson, Richard (1999년 1월 1일). “Modern Political Philosophy”. M.E. Sharpe  – Google Books 경유.
109. ↑  David Conway. Classical Liberalism: The Unvanquished Ideal. Palgrave Macmillan. 1998. ISBN 978-0-312-21932-1 p. 8
110. ↑  Kevin Carson. Organization Theory: A Libertarian Perspective. BOOKSURGE. 2008. p. 1
111. ↑  Mutualist.org Introduction
112. ↑  Miller, David. 1987. "Mutualism." The Blackwell Encyclopedia of Political Thought. Blackwell Publishing. p. 11
113. ↑  Tandy, Francis D., 1896, Voluntary Socialism, chapter 6, paragraph 15.
114. ↑  "...preferring a system of popular self governance via networks of decentralized, local, voluntary, participatory, cooperative associations-sometimes as a complement to and check on state power..."
115. ↑  Rocker, Rudolf (2004). 《Anarcho-Syndicalism: Theory and Practice》. AK Press. 65쪽. ISBN 978-1-902593-92-0.
116. ↑  “The Soviet Union Versus Socialism”. 《chomsky.info》. 2015년 11월 22일에 확인함. Libertarian socialism, furthermore, does not limit its aims to democratic control by producers over production, but seeks to abolish all forms of domination and hierarchy in every aspect of social and personal life, an unending struggle, since progress in achieving a more just society will lead to new insight and understanding of forms of oppression that may be concealed in traditional practice and consciousness.
117. ↑  "Authority is defined in terms of the right to exercise social control (as explored in the "sociology of power") and the correlative duty to obey (as explred in the "philosophy of practical reason"). Anarchism is distinguished, philosophically, by its scepticism towards such moral relations – by its questioning of the claims made for such normative power – and, practically, by its challenge to those "authoritative" powers which cannot justify their claims and which are therefore deemed illegitimate or without moral foundation."Anarchism and Authority: A Philosophical Introduction to Classical Anarchism by Paul McLaughlin. AshGate. 2007. p. 1
118. ↑  "Anarchism, then, really stands for the liberation of the human mind from the dominion of religion; the liberation of the human body from the dominion of property; liberation from the shackles and restraint of government. Anarchism stands for a social order based on the free grouping of individuals for the purpose of producing real social wealth; an order that will guarantee to every human being free access to the earth and full enjoyment of the necessities of life, according to individual desires, tastes, and inclinations." Emma Goldman. "What it Really Stands for Anarchy" in Anarchism and Other Essays.
119. ↑  Individualist anarchist Benjamin Tucker defined anarchism as opposition to authority as follows "They found that they must turn either to the right or to the left, — follow either the path of Authority or the path of Liberty. Marx went one way; Warren and Proudhon the other. Thus were born State Socialism and Anarchism...Authority, takes many shapes, but, broadly speaking, her enemies divide themselves into three classes: first, those who abhor her both as a means and as an end of progress, opposing her openly, avowedly, sincerely, consistently, universally; second, those who profess to believe in her as a means of progress, but who accept her only so far as they think she will subserve their own selfish interests, denying her and her blessings to the rest of the world; third, those who distrust her as a means of progress, believing in her only as an end to be obtained by first trampling upon, violating, and outraging her. These three phases of opposition to Liberty are met in almost every sphere of thought and human activity. Good representatives of the first are seen in the Catholic Church and the Russian autocracy; of the second, in the Protestant Church and the Manchester school of politics and political economy; of the third, in the atheism of Gambetta and the socialism of Karl Marx." Benjamin Tucker. Individual Liberty.
120. ↑  Anarchist historian George Woodcock report of Mikhail Bakunin's anti-authoritarianism and shows opposition to both state and non-state forms of authority as follows: "All anarchists deny authority; many of them fight against it." (p. 9)...Bakunin did not convert the League's central committee to his full program, but he did persuade them to accept a remarkably radical recommendation to the Berne Congress of September 1868, demanding economic equality and implicitly attacking authority in both Church and State."
121. ↑  Brown, L. Susan (2002). 〈Anarchism as a Political Philosophy of Existential Individualism: Implications for Feminism〉. 《The Politics of Individualism: Liberalism, Liberal Feminism and Anarchism》. Black Rose Books Ltd. Publishing. 106쪽.
122. ↑  "LibSoc share with LibCap an aversion to any interference to freedom of thought, expression or choicce of lifestyle." Roderick T. Long. "Toward a libertarian theory of class." Social Philosophy and Policy. Volume 15. Issue 02. Summer 1998. pp 305
123. ↑  "What is implied by the term 'libertarian socialism'?: The idea that socialism is first and foremost about freedom and therefore about overcoming the domination, repression, and alienation that block the free flow of human creativity, thought, and action...An approach to socialism that incorporates cultural revolution, women's and children's liberation, and the critique and transformation of daily life, as well as the more traditional concerns of socialist politics. A politics that is completely revolutionary because it seeks to transform all of reality. We do not think that capturing the economy and the state lead automatically to the transformation of the rest of social being, nor do we equate liberation with changing our life-styles and our heads. Capitalism is a total system that invades all areas of life: socialism must be the overcoming of capitalist reality in its entirety, or it is nothing." "What is Libertarian Socialism?" by Ulli Diemer. Volume 2, Number 1 (Summer 1997 issue) of The Red Menace.
124. ↑  Sims, Franwa (2006). 《The Anacostia Diaries As It Is》. Lulu Press. 160쪽.
125. ↑  “A Mutualist FAQ: A.4. Are Mutualists Socialists?”. 2009년 6월 9일에 원본 문서에서 보존된 문서. 2010년 4월 29일에 확인함.
126. ↑  "It is by meeting such a twofold requirement that the libertarian socialism of G.D.H. Cole could be said to offer timely and sustainable avenues for the institutionalization of the liberal value of autonomy..." Charles Masquelier. Critical theory and libertarian socialism: Realizing the political potential of critical social theory. Bloombury. New York-London. 2014. pg. 190
127. ↑  "Councilism and anarchism loosely merged into ‘libertarian socialism’, offering a non-dogmatic path by which both council communism and anarchism could be updated for the changed conditions of the time, and for the new forms of proletarian resistance to these new conditions." Toby Boraman. "Carnival and Class: Anarchism and Councilism in Australasia during the 1970s" in Alex Prichard, Ruth Kinna, Saku Pinta and Dave Berry (eds). Libertarian Socialism: Politics in Black and Red. Palgrave Macmillan, December 2012. pg. 268.
128. ↑  Murray Bookchin, Ghost of Anarcho-Syndicalism; Robert Graham, The General Idea of Proudhon's Revolution
129. ↑  Kent Bromley, in his preface to Peter Kropotkin's book The Conquest of Bread, considered early French utopian socialist Charles Fourier to be the founder of the libertarian branch of socialist thought, as opposed to the authoritarian socialist ideas of Babeuf and Buonarroti." Kropotkin, Peter. The Conquest of Bread, preface by Kent Bromley, New York and London, G. P. Putnam's Sons, 1906.
130. ↑  "(Benjamin) Tucker referred to himself many times as a socialist and considered his philosophy to be "Anarchistic socialism." An Anarchist FAQ by Various Authors
131. ↑  French individualist anarchist Émile Armand shows clearly opposition to capitalism and centralized economies when he said that the individualist anarchist "inwardly he remains refractory – fatally refractory – morally, intellectually, economically (The capitalist economy and the directed economy, the speculators and the fabricators of single are equally repugnant to him.)""Anarchist Individualism as a Life and Activity" by Emile Armand
132. ↑  Anarchist Peter Sabatini reports that In the United States "of early to mid-19th century, there appeared an array of communal and "utopian" counterculture groups (including the so-called free love movement). William Godwin's anarchism exerted an ideological influence on some of this, but more so the socialism of Robert Owen and Charles Fourier. After success of his British venture, Owen himself established a cooperative community within the United States at New Harmony, Indiana during 1825. One member of this commune was Josiah Warren (1798–1874), considered to be the first individualist anarchist"Peter Sabatini. "Libertarianism: Bogus Anarchy"
133. ↑  "It introduces an eye-opening approach to radical social thought, rooted equally in libertarian socialism and market anarchism." Chartier, Gary; Johnson, Charles W. (2011). Markets Not Capitalism: Individualist Anarchism Against Bosses, Inequality, Corporate Power, and Structural Poverty. Brooklyn, NY:Minor Compositions/Autonomedia. Pg. Back cover
134. ↑  Carlson (2012). p. 1007. "[Left-libertarians] disagree with right-libertarians with respect to property rights, arguing instead that individuals have no inherent right to natural resources. Namely, these resources must be treated as collective property that is made available on an egalitarian basis."
135. ↑  Narveson, Jan; Trenchard, David (2008). 〈Left Libertarianism〉.   Hamowy, Ronald. 《The Encyclopedia of Libertarianism》. 《The Encyclopedia of Libertarianism》. Thousand Oaks, CA: SAGE; Cato Institute. 288–289쪽. doi:10.4135/9781412965811.n174. ISBN 978-1-4129-6580-4. LCCN 2008009151. OCLC 750831024. [Left libertarians] regard each of us as full self-owners. Left libertarians embrace the view that all natural resources, land, oil, gold, trees, and so on should be held collectively. To the extent that individuals make use of these commonly owned goods, they must do so only with the permission of society, a permission granted only under the provision that a certain payment for their use be made to society at large.
136. ↑  Vallentyne, Peter (20 July 2010). "Libertarianism". In Stanford Encyclopedia of Philosophy. 스탠퍼드 대학교. Retrieved 26 December 2012.
137. ↑  Narveson, Jan; Trenchard, David (2008). 〈Left libertarianism〉.   Hamowy, Ronald. 《The Encyclopedia of Libertarianism》. Thousand Oaks, CA: SAGE; Cato Institute. 288–89쪽. doi:10.4135/9781412965811.n174. ISBN 978-1-4129-6580-4. LCCN 2008009151. OCLC 750831024.
138. ↑  Bookchin, Murray and Biehl, Janet (1997). The Murray Bookchin Reader. Cassell: p. 170. ISBN 0-304-33873-7
139. ↑  “Foldvary, Fred E. Geoism and Libertarianism. The Progress Report”. Progress.org. 2012년 11월 4일에 원본 문서에서 보존된 문서. 2013년 3월 26일에 확인함.
140. ↑  Karen DeCoster, Henry George and the Tariff Question, LewRockwell.com, April 19, 2006.
141. ↑  Will Kymlicka (2005). 〈libertarianism, left-〉.   Ted Honderich. 《The Oxford Companion to Philosophy》. New York City: Oxford University Press.
142. ↑  Chartier, Gary. Johnson, Charles W. (2011). Markets Not Capitalism: Individualist Anarchism Against Bosses, Inequality, Corporate Power, and Structural Poverty. Minor Compositions. pp. 1–11. ISBN 978-1570272424
143. ↑  Serena Olsaretti, Liberty, Desert and the Market: A Philosophical Study, Cambridge University Press, 2004, 14, 88, 100.
144. ↑  Stanford Encyclopedia of Philosophy entry on Libertarianism, 스탠퍼드 대학교, July 24, 2006 version.
145. 1 2 3 4 5 6  고명섭, <나를 배반한 역사>박노자[깨진 링크(과거 내용 찾기)], 한겨례